# ۲۹۸ (عدد)
۲۹۸ (دویست و نود و هشت) یک عدد طبیعی است که بعد از ۲۹۷ و قبل از ۲۹۹ قرار دارد.